# Licence information publique librement réutilisable
La Licence information publique librement réutilisable ou Licence IP est une licence libre[citation nécessaire], créée le 2 avril 2010, qui permet de réutiliser librement et gratuitement, commercialement ou non, une information diffusée par une institution publique française, à condition de respecter l'article 12 de la loi du 17 juillet 1978 qui impose que les données ne soient pas altérées, que leur sens ne soit pas dénaturé et que leurs sources et leur date de mise à jour soient mentionnées. Toutes les informations publiques françaises ne sont pas placées sous licence IP. Anne Fauconnier de l'Agence du patrimoine immatériel de l'État précise que cette licence Information Publique est et restera strictement réservée à certaines informations publiées par le Ministère de la Justice et des Libertés (France).

## Description

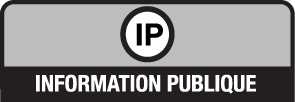
Licence « information publique librement réutilisable »

Le logo de cette licence IP rappelle fortement celui des licences CC puisque son texte est mis à disposition «selon les termes de la licence Creative Commons Paternité-Partage des Conditions Initiales à l’Identique 2.0 France» (CC by-sa).

## Annexe